# Srah Srang
Srah Srang (in lingua khmer:ស្រះស្រង់), che significa Vasca delle Abluzioni, è uno srah presso Angkor, in Cambogia. Si trova a sud dell'Baray orientale e ad est di Banteay Kdei.

## Storia
Nella sua forma iniziale fu costruito a metà del X secolo. L'iniziativa viene attribuita a Kavindrarimathana, ministro buddista di Rajendravarman II. Fu poi modificato attorno all'anno 1200 da Jayavarman VII, che vi aggiunse anche l'approdo in laterite sul lato occidentale, probabilmente per ovviare al funzionamento insufficiente del baray orientale, che si stava prosciugando a causa della sedimentazione. Nei suoi pressi gli scavi di spedizioni francesi hanno rinvenuto una necropoli.

## Descrizione del sito
Attualmente Srah Srang misura 700 m per 350 m ed è ancora in parte allagato. Come in altri baray, forse al centro vi era un tempio su un'isola artificiale (sopravvive solo parte del basamento). L'approdo sul suo lato occidentale, di fronte all'entrata a Banteay Kdei, è un rinomato punto di osservazione dell'alba. È a forma di croce, con balaustrate costituite da nāga che terminano in una testa di serpente sollevata montata da un garuḍa con le ali spiegate. La scalinata che conduceva all'acqua è affiancata da due leoni guardiani.